# Conciencia pública de la ciencia

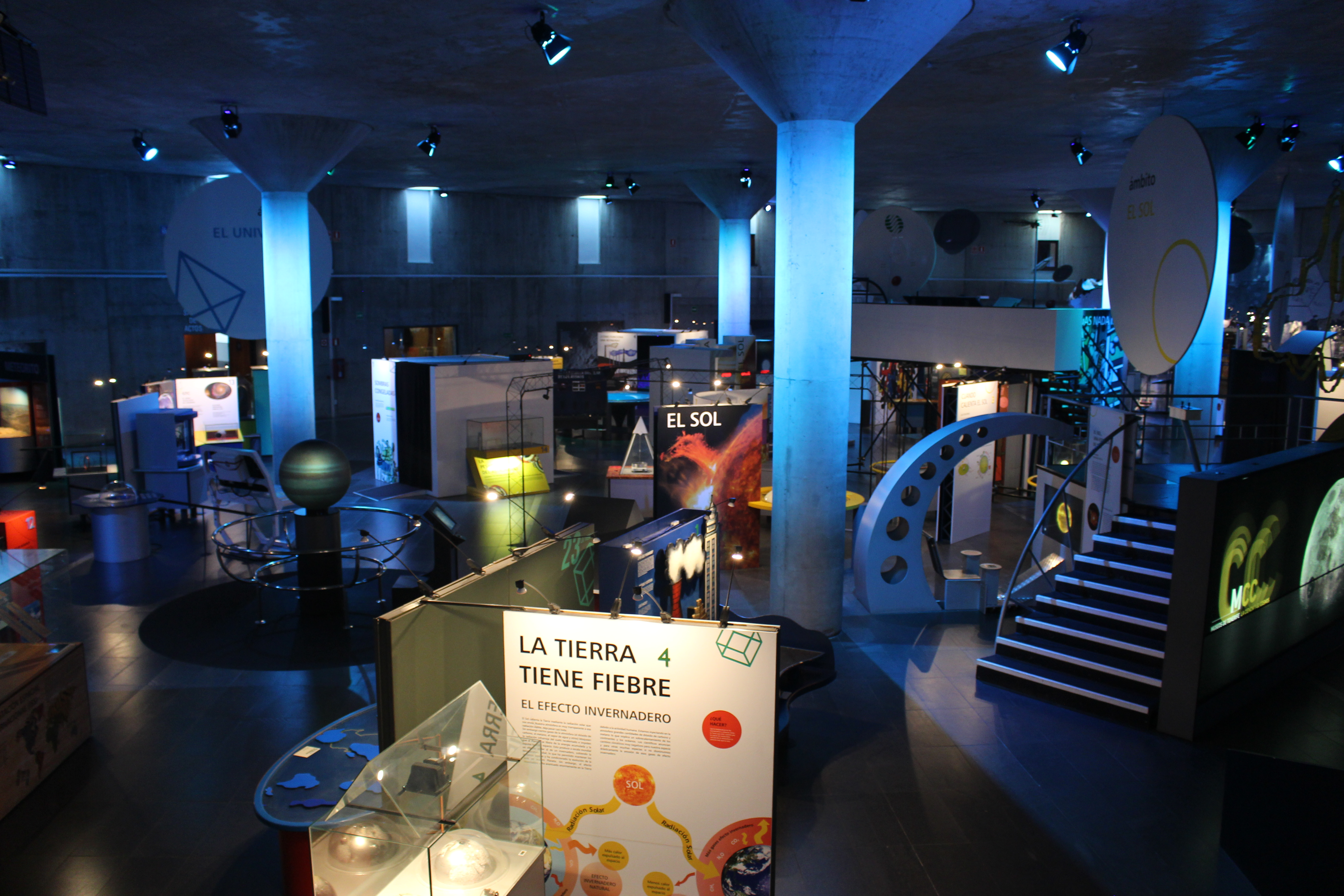
Museo de la Ciencia y El Cosmos de Tenerife.

La conciencia pública de la ciencia, comprensión pública de la ciencia, o más recientemente, compromiso público con la ciencia y la tecnología, son términos relacionados con las actitudes, comportamientos, opiniones y actividades que comprenden las relaciones entre el público o la sociedad lega en su conjunto, el conocimiento científico y su organización. Es un enfoque relativamente nuevo para la tarea de explorar la multitud de relaciones y vínculos que la ciencia, la tecnología y la innovación tienen entre el público en general. Si bien el trabajo anterior en la disciplina se había centrado en aumentar el conocimiento público de los temas científicos, en línea con el modelo de déficit de información de la comunicación científica, el descrédito de este modelo ha llevado a un mayor énfasis en cómo el público elige usar el conocimiento científico y en el desarrollo de interfaces para mediar entre la comprensión experta y lega de un problema. 

## Temas principales
El área integra una serie de campos y temas como: 
- Comunicación científica en los medios de comunicación, Internet, radio, películas y programas de televisión.
- Museos de ciencias, acuarios, planetarios, parques zoológicos, jardines botánicos, etc.
- Controversias públicas sobre ciencia y tecnología.
- Exhibiciones de ciencia fija y móvil.
- Festivales de ciencia.
- Ferias de ciencias en escuelas y grupos sociales.
- Educación científica para adultos.
- Ciencia y movimientos sociales.
- Medios y ciencia (medialización de la ciencia).
- Educación del consumidor.
- Ciencia ciudadana.
- Visitas públicas de parques de investigación y desarrollo (I+D), empresas manufactureras, etc.
- Ciencia en la cultura popular.
- Ciencia en libros de texto y aulas.
- Ciencia y arte.

Cómo aumentar la conciencia pública y la comprensión pública de la ciencia y la tecnología, y cómo se siente y sabe el público sobre la ciencia en general y temas específicos como la ingeniería genética, la bioética, etc., son líneas de investigación en esta área. El profesor de comunicación, Matthew Nisbet, señala el desafío en términos de la paradoja del éxito de la ciencia: "El éxito mismo del sector de la ciencia y la ingeniería también ha creado las condiciones que han llevado a tantos otros a desconfiar de los expertos y de la clase profesional".

## Historia
La publicación del informe de la Royal Society The Public Understanding of Science (conocido como informe Bodmer) en 1985 se considera ampliamente como el nacimiento del movimiento Public Understanding of Science en Gran Bretaña. El informe condujo a la fundación del Comité de Comprensión Pública de la Ciencia y a un cambio cultural en la actitud de los científicos hacia las actividades de divulgación.

### El modelo contextualista
En la década de 1990, surgió una nueva perspectiva en el campo, con el estudio clásico de la interacción de los agricultores de ovejas de Cumbrian con los científicos nucleares en Inglaterra, donde Brian Wynne demostró cómo los expertos eran ignorantes o desinteresados del conocimiento lego de los ganaderos de ovejas, mientras realizaban experimentos de campo sobre el impacto del accidente nuclear de Chernobyl en la región. Debido a esta deficiencia del lado de los científicos, los agricultores locales perdieron su confianza en ellos. Los expertos desconocen las condiciones ambientales locales y el comportamiento de las ovejas, y esto eventualmente ha llevado al fracaso de sus modelos experimentales. Después de este estudio, los académicos  estudiaron contextos micro-sociológicos similares de interacción experto-lego y propusieron que el contexto de la comunicación del conocimiento es importante para comprender el compromiso público con la ciencia. En lugar de encuestas de opinión pública a gran escala, los investigadores propusieron estudios informados por la sociología del conocimiento científico . El modelo contextualista se centra en los impedimentos sociales en el flujo bidireccional de conocimiento científico entre expertos y legos/ comunidades. 

### El giro deliberativo
El debate académico sobre el compromiso público con la ciencia se desarrolló aún más en el análisis de las deliberaciones sobre la ciencia a través de diversas formas institucionales, con la ayuda de la teoría de la democracia deliberativa. La deliberación pública y la participación en la ciencia practicada a través de las esferas públicas se convirtió en un énfasis importante. Académicos como Sheila Jasanoff defienden una mayor deliberación pública sobre la ciencia en las sociedades democráticas, que es una condición básica para la toma de decisiones con respecto a la ciencia y la tecnología. También hay intentos de desarrollar modelos participativos más inclusivos de gobernanza tecnológica en forma de conferencias de consenso, jurados ciudadanos, revisiones de pares extendidas y mapeo deliberativo.

## Otras lecturas
- Pino, R. (2007). Apuntes sobre los estudios de percepción social de la ciencia y la tecnología (enlace roto disponible en Internet Archive; véase el historial, la primera versión y la última).. FECYT Fundación Española para la Ciencia y la Tecnología. Madrid. www. fecyt. es.